# Andreas Steinhuber

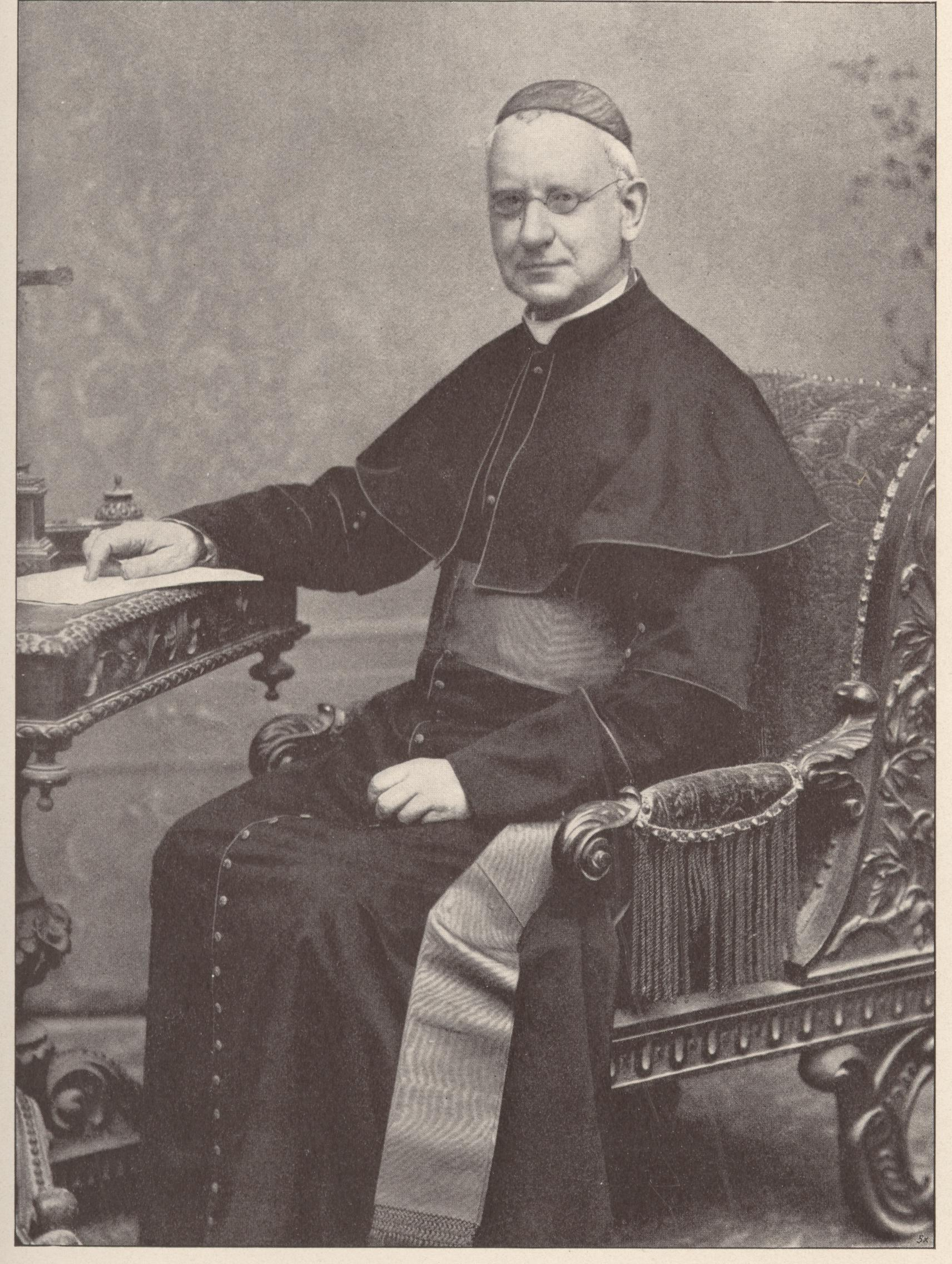
Andreas Steinhuber als Kardinal (1900)

Andreas Kardinal Steinhuber SJ (* 11. November 1825 in Uttlau, heute Gemeinde Haarbach, Niederbayern, Deutschland; † 15. Oktober 1907 in Rom) war ein deutscher Kardinal der Römischen Kirche.

## Leben
Seine Ausbildung erfuhr er in den Jahren 1845 bis 1854 am Seminar in Passau sowie am Collegium Germanicum in Rom.
In Innsbruck lehrte Steinhuber ab 1859/60 Propädeutik und ab 1866 Dogmatik. 1867 wurde er Rektor des Collegium Germanicum. Der dem Jesuitenorden angehörende Andreas Steinhuber war bereits länger an der römischen Kurie tätig, als ihn Papst Leo XIII. am 16. Januar 1893 in pectore zum Kardinal bestimmte und ihn am 18. Mai 1894 öffentlich als Kardinaldiakon bekannt gab. Seine Titeldiakonie war Sant’Agata alla Suburra.
Seit dem 12. Dezember 1895 war er Kardinalpräfekt der Kongregation für die Ablässe und Reliquien. Am 1. Oktober 1896 wurde er Präfekt der Indexkongregation, 1902 Mitglied des Sanctum Officium und 1904 Mitglied der Vorbereitungskommission zur Kodifizierung des Kanonischen Rechtes. Er hatte 1907 zudem das Amt des Kardinalprotodiakons inne.
Andreas Steinhuber galt als ein entschiedener Antimodernist und soll maßgeblich dazu beigetragen haben, dass Papst Pius X. am 8. September 1907 die Enzyklika Pascendi Dominici gregis veröffentlichte.
Er starb am 15. Oktober 1907 in Rom und wurde auf dem Friedhof Campo Verano beigesetzt.

## Schriften
- Geschichte des Collegium Germanicum Hungaricum in Rom. 2 Bände. Herder, Freiburg im Breisgau 1895–1906.